# Classe Iziaslav

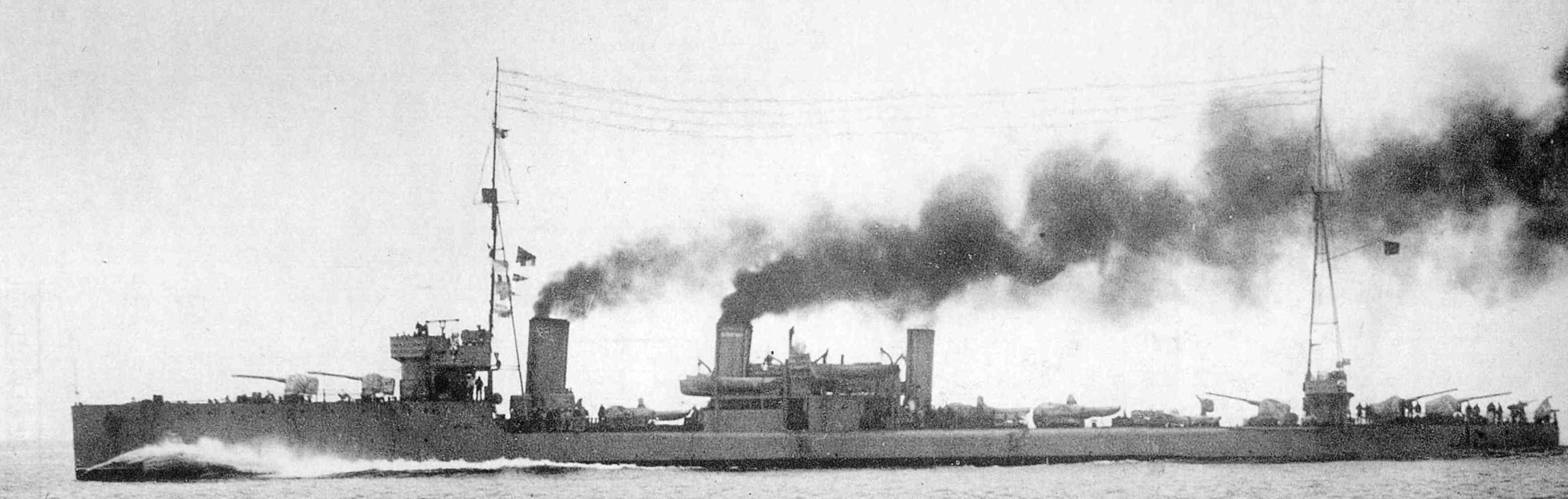
Le Kalinine.

La classe Iziaslav (en russe : Изяслав) est un groupe de destroyers construits dans les années 1910 pour la flotte de la Baltique de la Marine impériale russe. 

## Historique
Un total de 3 navires ont été construits sur 5 planifiés. Ils ont servi durant la Première Guerre mondiale, la guerre civile russe et la Seconde Guerre mondiale.

## Unités de la classe
| Navire                                                    | Lancement        | Sort |
| --------------------------------------------------------- | ---------------- | --- |
| Avtroil - renommé en Lennouk - renommé en Almirante Guise | 13 janvier 1915  | Capturé par les Britanniques en 1918, donné à l'Estonie et vendu par les Estoniens au Pérou en 1933, démoli en 1954 |
| Izyaslav - renommé en Karl Marx                           | 27 juin 1915     | Coulé le 8 août 1941                                                                                                |
| Prymyslav - renommé en Kalinine                           | 9 août 1915      | Coulé le 28 août 1941                                                                                               |
| Bryachislav                                               | 1er octobre 1915 | Évacué à Petrograd mais démoli en 1923 car inachevé                                                                 |
| Fedor Stratilat                                           | 1915             | Évacué à Petrograd mais démoli en 1923 car inachevé                                                                 |